# Johnny 3 Tears
Johnny 3 Tears es un rapero estadounidense, miembro de la banda de rap rock y Rap Metal "Hollywood Undead". También ha colaborado con bandas como Mest. En 2021 lanzó su primer álbum como solista, "The Abyss".

## Comienzos
George Arthur Ragan nació el 24 de junio de 1981. En su infancia y adolescencia empezó a escuchar tanto rock y Hip Hop de la época, como Beastie Boys o The Who. Conoció a J-Dog y Charlie Scene cuando asistían al jardín de infantes. A los 17 años ingresó a un reformatorio por posesión ilegal de armas.
En 2001, junto a Deuce y J-Dog formaron la banda "3 Tears", en la cual produjeron un álbum que nunca se lanzó oficialmente. Se unió a Hollywood Undead en 2005.

## Discografía

### Hollywood Undead
- Swan Songs (2008)
- American Tragedy (2011)
- Notes from the Underground (2013)
- Day of the Dead (2015)
- Five (2017)
- New Empire, Vol. 1 (2020)
- New Empire, Vol. 2 (2020)
- Hotel Kalifornia (2022)

### Solista
- The Abyss (2021)